# ارتباط صمیمانه

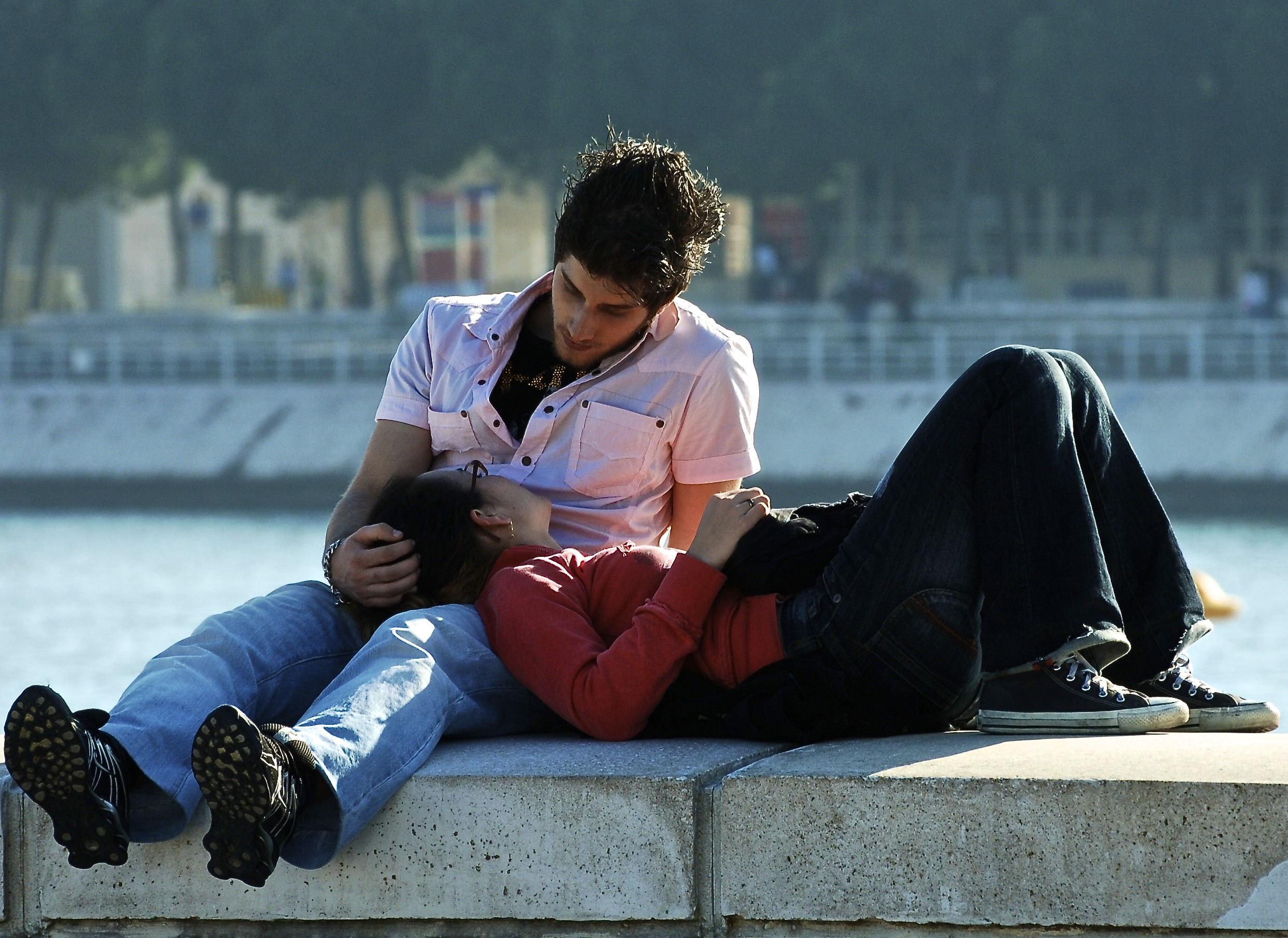
روابط صمیمانه شامل نزدیکی عاطفی یا فیزیکی است.

رابطه صمیمانه به رابطهٔ بین‌فردی گفته می‌شود که متضمن صمیمیت هیجانی یا فیزیکی باشد. پنج مؤلفه شناخت، توجه، وابستگی دوطرفه، تقابل و تعهد در ایجاد رابطهٔ صمیمانه مؤثرند. در این بین دو طرفه بودن و تعهد از دیگر مولفه‌ها مهم‌تر هستند. رعایت این پنج مولفه پایه و اساس ایجاد یک رابطه است.

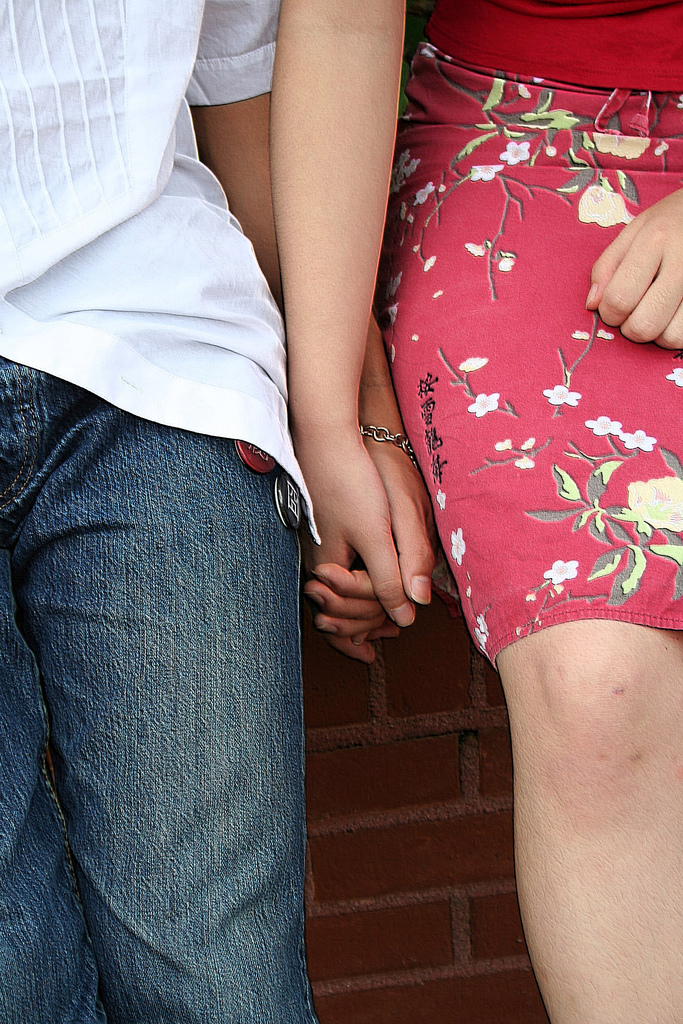
یک زوج دست یکدیگر را صمیمانه گرفته اند.

## صمیمیت

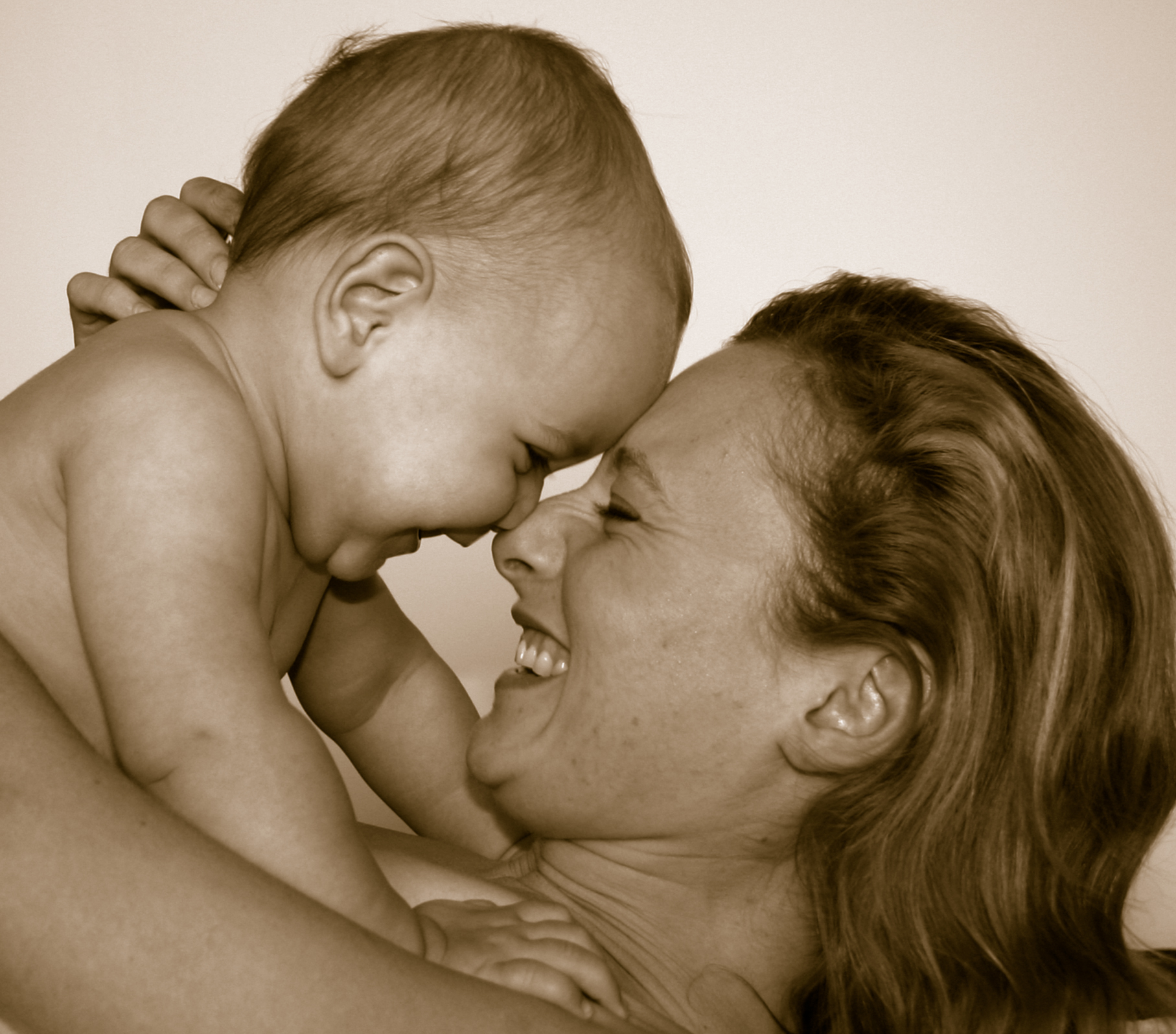
ارتباط صمیمانه میان مادر و فرزند

صمیمیت، احساس قرار گرفتن در ارتباط شخصی و نزدیک با شخصی دیگر است. صمیمیت عاطفی از طریق خودافشایی و ارتباط پاسخگو بین افراد ایجاد می‌شود و برای رشد روانی سالم و سلامت روان بسیار مهم است. صمیمیت عاطفی باعث ایجاد احساس اعتماد متقابل، اعتبار، آسیب‌پذیری و نزدیکی بین افراد می‌شود.
صمیمیت فیزیکی - از جمله گرفتن دست، در آغوش گرفتن، بوسیدن و رابطه جنسی - باعث تقویت ارتباط بین افراد می‌شود و اغلب جزء کلیدی روابط صمیمانه عاشقانه است. لمس فیزیکی با رضایت از رابطه و احساس عشق در ارتباط است. در حالی که بسیاری از روابط صمیمی شامل یک جزء فیزیکی یا جنسی هستند، بالقوه جنسی بودن شرط لازم برای صمیمی بودن رابطه نیست. برای مثال، یک رابطه دگرافلاطونی یک رابطه صمیمی غیر عاشقانه است که متضمن تعهد و نزدیکی فراتر از رابطه دوستی است.
در میان محققان، تعریف رابطه صمیمی متنوع و در حال تحول است. برخی این واژه را برای روابط عاشقانه محفوظ می‌دارند، در حالی که برخی دیگر از محققان عبارتند از روابط دوستانه و خانوادگی. به‌طور کلی، یک رابطه صمیمی یک رابطه بین فردی است که در آن تجربیات صمیمی فیزیکی یا عاطفی به‌طور مکرر در طول زمان اتفاق می‌افتد.

## دوره روابط صمیمانه

### تشکیل

#### جاذبه
جاذبه بین فردی پایه و اساس اولین تأثیرات بین شرکای صمیمی بالقوه است. دانشمندان علوم رابطه نشان می‌دهند که جرقه عاشقانه یا «شیمی» که بین افراد رخ می‌دهد ترکیبی از جاذبه فیزیکی، ویژگی‌های شخصی و ایجاد تعاملات مثبت بین افراد است. محققان جذابیت فیزیکی را بزرگ‌ترین پیش‌بینی کننده جاذبه اولیه می‌دانند. از منظر تکاملی، این ممکن است به این دلیل باشد که مردم به دنبال شریکی (یا همسر بالقوه) هستند که شاخص‌های سلامت جسمانی خوب را نشان می‌دهد. با این حال، شواهدی نیز وجود دارد که نشان می‌دهد زوج‌هایی که در روابط صمیمانه متعهد هستند، تمایل دارند از نظر جذابیت فیزیکی با یکدیگر همخوانی داشته باشند، و هم توسط اعضای زوج و هم توسط ناظران بیرونی به عنوان جذابیت فیزیکی مشابه ارزیابی می‌شوند. بنابراین درک یک فرد از جذابیت خود ممکن است بر کسی که به عنوان یک شریک واقع‌بینانه نگاه می‌کند تأثیر بگذارد.
فراتر از ظاهر فیزیکی، افراد ویژگی‌های مطلوبی را که در شریک زندگی خود به دنبال آن هستند، مانند اعتماد، صمیمیت و وفاداری گزارش می‌کنند. با این حال، این ایده‌آل‌های عاشقانه لزوماً پیش‌بینی‌کننده خوبی برای جذابیت واقعی یا موفقیت رابطه نیستند. تحقیقات شواهد کمی برای موفقیت تطبیق شرکای بالقوه بر اساس ویژگی‌های شخصیتی پیدا کرده‌است، که نشان می‌دهد شیمی عاشقانه بیش از سازگاری ویژگی‌ها را شامل می‌شود. در عوض، به نظر می‌رسد تعاملات مثبت مکرر بین افراد و متقابل بودن علاقه عاشقانه، مؤلفه‌های کلیدی در جذب و شکل‌گیری رابطه باشد. دوست داشتن متقابل زمانی بیشترین معنا را دارد که توسط شخصی نشان داده شود که در مورد اینکه به چه کسی علاقه نشان می‌دهد، گزینش می‌کند.

#### استراتژی‌های شروع
هنگامی که شرکای صمیمی احتمالی یکدیگر را می‌شناسند، از استراتژی‌های مختلفی برای افزایش صمیمیت و کسب اطلاعات در مورد اینکه آیا طرف مقابل شریک مطلوبی است یا خیر، استفاده می‌کنند. خودافشایی، فرایند افشای اطلاعات در مورد خود، یک جنبه حیاتی در ایجاد صمیمیت بین افراد است. احساس صمیمیت زمانی افزایش می‌یابد که طرف مکالمه به‌عنوان پاسخگو و متقابلاً خودافشایی در نظر گرفته شود، و مردم تمایل دارند دیگرانی را که اطلاعات عاطفی را برای آنها فاش می‌کنند دوست داشته باشند. راهبردهای دیگری که در مرحله شکل‌گیری رابطه مورد استفاده قرار می‌گیرند عبارتند از شوخ‌طبعی، شروع لمس فیزیکی، و علامت دادن در دسترس بودن و علاقه از طریق تماس چشمی، زبان بدن عشوه‌گرانه، یا تعاملات بازیگوش. مشارکت در آشنایی، معاشقه یا فرهنگ ارتباط به عنوان بخشی از دوره شکل‌گیری رابطه به افراد این امکان را می‌دهد تا قبل از سرمایه‌گذاری بیشتر در یک رابطه صمیمی، ارتباطات بین فردی مختلف را کشف کنند.

#### متن نوشته

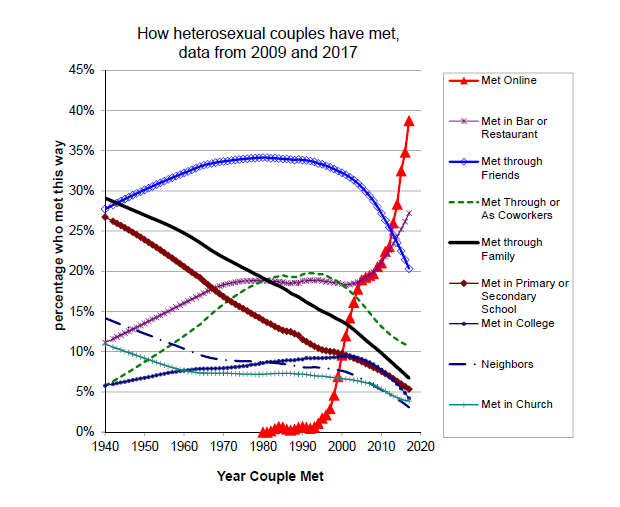
اینترنت به یک راه محبوب برای ملاقات با یک شریک صمیمی تبدیل شده‌است.

زمینه، زمان، و شرایط بیرونی بر جذابیت و اینکه آیا فرد پذیرای شروع یک رابطه صمیمانه است یا خیر، تأثیر می‌گذارد. افراد در طول عمر از نظر آمادگی برای یک رابطه متفاوت هستند و فشارهای خارجی دیگر از جمله انتظارات خانواده، همسالان در روابط متعهدانه و هنجارهای فرهنگی زمانی که افراد تصمیم به دنبال کردن یک رابطه صمیمانه می‌گیرند، تأثیر می‌گذارند.
قرار گرفتن در نزدیکی فیزیکی یک تسهیل‌کننده قوی برای شکل‌گیری روابط است زیرا به افراد اجازه می‌دهد از طریق تعاملات مکرر یکدیگر را بشناسند. شرکای صمیمی معمولاً در کالج یا مدرسه، به عنوان همکار، به عنوان همسایه، در بارها یا از طریق جامعه مذهبی ملاقات می‌کنند. دوستیابی سریع، خواستگاری، و خدمات دوستیابی آنلاین فرمت‌های ساختارمندتری هستند که برای شروع روابط مورد استفاده قرار می‌گیرند. به ویژه اینترنت نحوه شروع روابط صمیمانه را به‌طور قابل توجهی تغییر داده‌است زیرا به افراد اجازه می‌دهد به شرکای بالقوه فراتر از نزدیکی خود دسترسی پیدا کنند. در سال ۲۰۲۳، مرکز تحقیقاتی پیو دریافت که ۵۳ درصد از افراد زیر ۳۰ سال از قرار آنلاین استفاده کرده‌اند و از هر ۱۰ بزرگسال در یک رابطه متعهدانه، یک نفر با شریک زندگی خود به صورت آنلاین ملاقات کرده‌است. با این حال، به دلیل پتانسیل آنها برای تسهیل خشونت دوستیابی، تردیدهایی در مورد اثربخشی و ایمنی برنامه‌های دوستیابی وجود دارد.

### نگهداری
هنگامی که یک رابطه صمیمی آغاز شد، رابطه تغییر می‌کند و در طول زمان توسعه می‌یابد و اعضا ممکن است در توافق‌نامه‌های تعهد و رفتارهای نگهداری شرکت کنند. در یک رابطه مستمر، زوج‌ها باید در کنار علاقه به حفظ رابطه، از منافع شخصی خود محافظت کنند. این امر مستلزم سازش، فداکاری و ارتباط است. به‌طور کلی، احساس صمیمیت و تعهد با پیشرفت یک رابطه افزایش می‌یابد، در حالی که اشتیاق به دنبال هیجان مراحل اولیه رابطه افزایش می‌یابد.
مشارکت در ارتباطات و فعالیت‌های مشترک مثبت مداوم برای تقویت رابطه و افزایش تعهد و علاقه بین شرکا مهم است. این رفتارهای نگهداری می‌تواند شامل ارائه تضمین در مورد تعهد به رابطه، درگیر شدن در فعالیت‌های مشترک، افشای آشکار افکار و احساسات، گذراندن وقت با دوستان مشترک و مشارکت در مسئولیت‌های مشترک باشد. صمیمیت فیزیکی از جمله رفتار جنسی نیز باعث افزایش احساس صمیمیت و رضایت از رابطه می‌شود. با این حال، میل جنسی اغلب در اوایل یک رابطه بیشتر است، و ممکن است با تکامل رابطه کاهش یابد. رویدادهای مهم زندگی مانند تولد یک کودک می‌تواند رابطه را به شدت تغییر دهد و سازگاری و رویکردهای جدید برای حفظ صمیمیت را ضروری کند. گذار به والدین می‌تواند یک دوره استرس زا باشد که به‌طور کلی با کاهش موقت در عملکرد رابطه سالم و کاهش صمیمیت جنسی همراه است.

#### تعهد

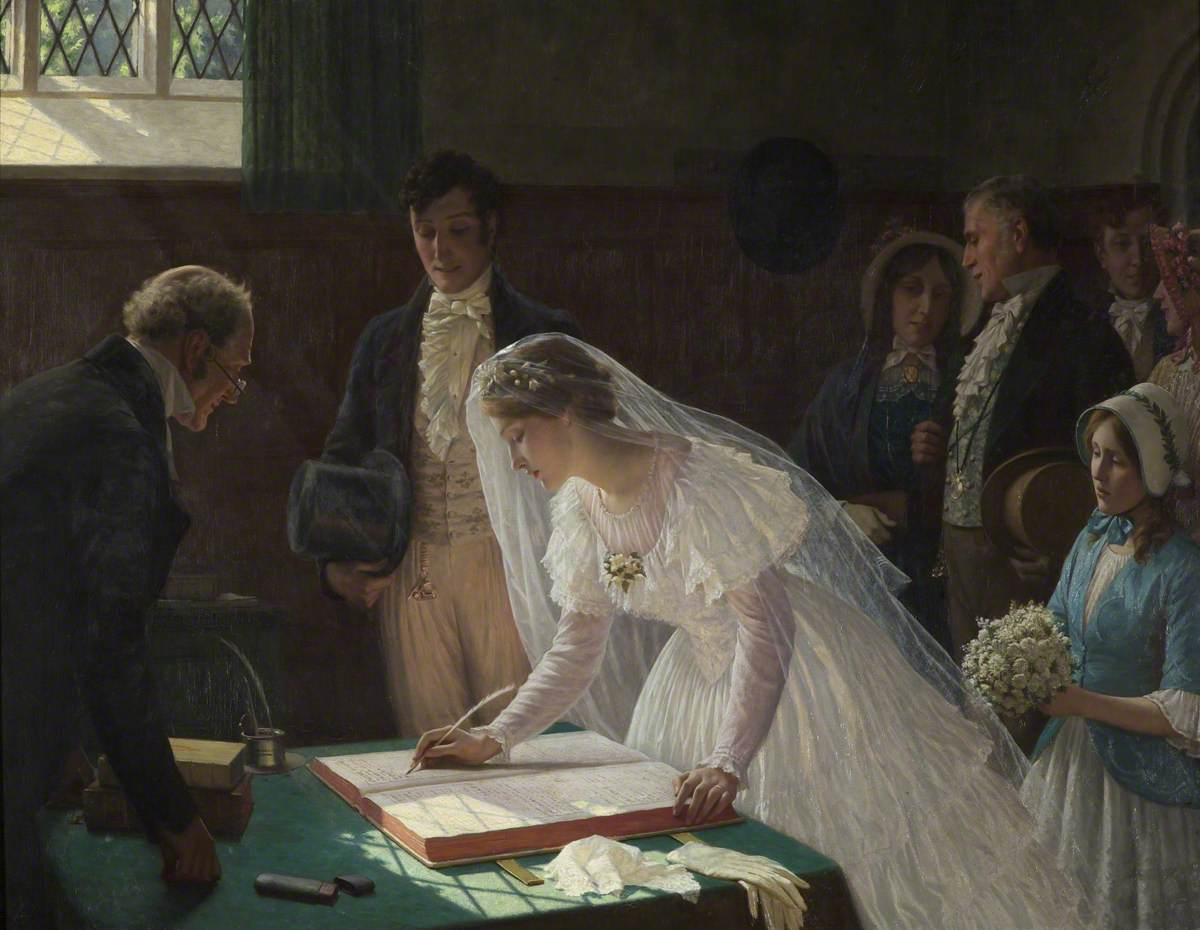
ازدواج نوعی حفظ رابطه است که نشان دهنده تعهد بین شرکا است.

همان‌طور که یک رابطه ایجاد می‌شود، شرکای صمیمی اغلب در توافق‌نامه‌های تعهد، مراسم و رفتارها شرکت می‌کنند تا نشان دهند که قصد دارند در رابطه باقی بمانند. این ممکن است شامل زندگی مشترک، تقسیم مسئولیت یا دارایی و ازدواج باشد. این نشانگرهای تعهد ثبات رابطه را افزایش می‌دهند زیرا موانع و پیامدهای فیزیکی، مالی و نمادین را برای انحلال رابطه ایجاد می‌کنند. به‌طور کلی، افزایش رضایت از رابطه و سرمایه‌گذاری با افزایش تعهد همراه است.

#### ارزیابی رابطه
افراد در روابط صمیمانه، منافع و هزینه‌های شخصی نسبی حضور در رابطه را ارزیابی می‌کنند و این به تصمیم برای ماندن یا ترک آن کمک می‌کند. مدل سرمایه‌گذاری تعهد یک چارچوب نظری است که نشان می‌دهد ارزیابی رضایت از رابطه، سرمایه‌گذاری رابطه، و کیفیت جایگزین‌های رابطه بر ماندن فرد در یک رابطه تأثیر می‌گذارد.
از آنجایی که روابط پاداش‌دهنده و از نظر تکاملی ضروری هستند، و طرد شدن فرآیندی استرس‌زا است، مردم عموماً نسبت به تصمیم‌گیری تعصب دارند که روابط صمیمانه را حمایت و تسهیل می‌کنند. این سوگیری‌ها می‌تواند منجر به تحریف در ارزیابی یک رابطه شود. به عنوان مثال، افرادی که در روابط متعهدانه هستند تمایل دارند شرکای جایگزین جذاب را اخراج کنند و از آنها چشم پوشی کنند، در نتیجه تصمیم خود را برای ماندن با شریک جذاب تر خود تأیید می‌کنند.

### انحلال
تصمیم به ترک یک رابطه اغلب شامل ارزیابی سطوح رضایت و تعهد در رابطه است. عوامل رابطه مانند افزایش تعهد و احساس عشق با احتمال کمتر جدایی مرتبط است، در حالی که احساس دوسوگرایی در مورد رابطه و درک بسیاری از جایگزین‌های رابطه فعلی با افزایش احتمال انحلال همراه است.

#### پیش‌بینی کننده‌های انحلال
ویژگی‌ها و ویژگی‌های فردی خاص افراد را در معرض خطر بیشتری برای تجربه انحلال رابطه قرار می‌دهد. افراد دارای روان رنجورخویی بالا (تمایل به تجربه احساسات منفی) بیشتر مستعد فروپاشی رابطه هستند، و تحقیقات همچنین اثرات کوچک اجتناب از دلبستگی و اضطراب را در پیش‌بینی جدایی نشان می‌دهد. ازدواج در سنین پایین‌تر، درآمد کمتر، تحصیلات پایین‌تر و زندگی مشترک قبل از ازدواج نیز با خطر طلاق و از هم پاشیدگی رابطه همراه است. این ویژگی‌ها لزوماً علل ذاتی انحلال نیستند. در عوض، آنها ویژگی‌هایی هستند که بر منابعی که افراد می‌توانند برای کار روی روابط خود و همچنین بازتاب نگرش‌های اجتماعی و فرهنگی نسبت به نهادهای روابط و طلاق استفاده کنند، تأثیر می‌گذارد.

#### استراتژی‌ها و پیامدها
راهبردهای متداول برای پایان دادن به یک رابطه شامل توجیه تصمیم، عذرخواهی، اجتناب از تماس (شبح سازی)، یا پیشنهاد یک دوره «وقفه» قبل از تجدید نظر در تصمیم است. انحلال یک رابطه صمیمی یک رویداد استرس زا است که می‌تواند تأثیر منفی بر رفاه داشته باشد و طرد شدن می‌تواند باعث ایجاد احساسات شدید خجالت، غم و عصبانیت شود. پس از قطع رابطه، افراد در معرض خطر اضطراب، علائم افسردگی، مصرف مشکل ساز مواد و عزت نفس پایین قرار دارند. با این حال، دوره بعد از جدایی نیز می‌تواند باعث رشد شخصی شود، به خصوص اگر رابطه قبلی کامل نبود.

## فواید

### سلامت روانی

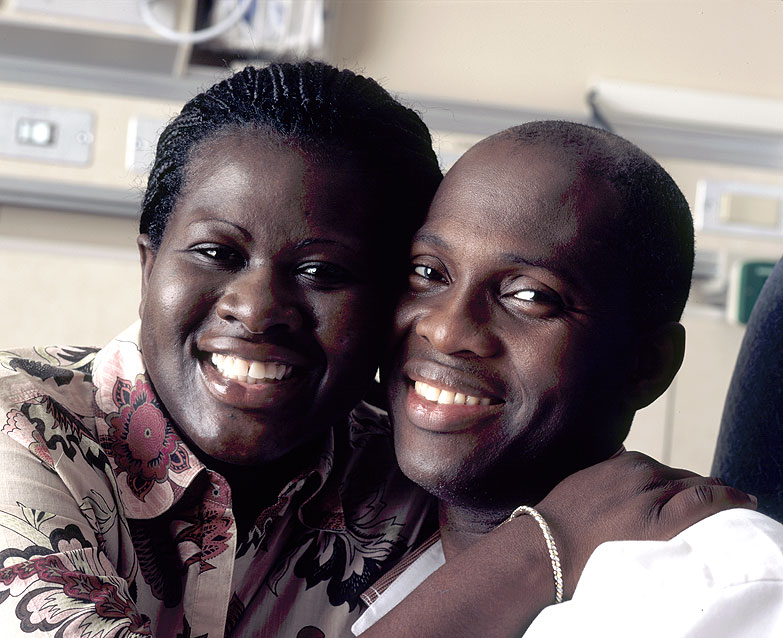
روابط صمیمانه بر رفاه تأثیر می‌گذارد.

روابط صمیمانه بر شادی و رضایت از زندگی تأثیر می‌گذارد. در حالی که افراد با سلامت روانی بهتر احتمال بیشتری برای وارد شدن به روابط صمیمانه دارند، خود روابط نیز حتی پس از کنترل تأثیر انتخاب تأثیر مثبتی بر سلامت روان دارند. به‌طور کلی، ازدواج و دیگر انواع روابط صمیمانه متعهد به‌طور مداوم با افزایش شادی مرتبط است. علاوه بر این، به دلیل ماهیت متقابل روابط، رضایت از زندگی یکی از طرفین حتی پس از کنترل کیفیت رابطه، بر رضایت از زندگی شخص دیگر تأثیر می‌گذارد و تغییر را پیش‌بینی می‌کند.

#### حمایت اجتماعی
حمایت اجتماعی از طرف شریک صمیمی برای مقابله با استرس و رویدادهای مهم زندگی مفید است. داشتن رابطه نزدیک با کسی که به عنوان پاسخگو و معتبر شناخته می‌شود به کاهش تأثیر منفی استرس کمک می‌کند، و فعالیت‌های مشترک با شریک صمیمی به تنظیم احساسات مرتبط با تجربیات استرس زا کمک می‌کند. حمایت از تجربیات مثبت همچنین می‌تواند کیفیت رابطه را بهبود بخشد و احساسات مثبت مشترک بین افراد را افزایش دهد. هنگامی که یک فرد به‌طور فعال و سازنده به شریک خود که خبرهای خوب را به اشتراک می‌گذارد پاسخ می‌دهد (فرآیندی به نام «سرمایه‌گذاری»)، بهزیستی برای هر دو فرد افزایش می‌یابد.

#### صمیمیت جنسی
در روابط صمیمی که جنسی هستند، رضایت جنسی با رضایت کلی رابطه نزدیک است. رابطه جنسی صمیمیت را تقویت می‌کند، شادی را افزایش می‌دهد، لذت را فراهم می‌کند و استرس را کاهش می‌دهد. مطالعات نشان می‌دهد که زوج‌هایی که حداقل یک بار در هفته رابطه جنسی دارند، نسبت به آنهایی که کمتر از یک بار در هفته رابطه جنسی دارند، از رفاه بیشتری برخوردار هستند. تحقیقات در مورد تمایلات جنسی انسان نشان می‌دهد که مواد تشکیل دهنده رابطه جنسی با کیفیت بالا شامل احساس ارتباط با شریک زندگی خود، ارتباط خوب، آسیب‌پذیری و احساس حضور در لحظه است. رابطه جنسی با کیفیت بالا در روابط صمیمانه می‌تواند هم رابطه را تقویت کند و هم رفاه را برای هر فرد درگیر بهبود بخشد.

### سلامت جسمانی
روابط صمیمانه با کیفیت بالا تأثیر مثبتی بر سلامت جسمانی دارد و ارتباط بین روابط نزدیک و پیامدهای سلامتی مربوط به سیستم قلبی عروقی، ایمنی و غدد درون ریز به‌طور مداوم در ادبیات علمی شناسایی شده‌است. کیفیت رابطه بهتر با خطر کمتر مرگ و میر مرتبط است و کیفیت رابطه بر پاسخ‌های التهابی مانند بیان سیتوکین و سیگنال دهی درون سلولی تأثیر می‌گذارد. علاوه بر این، شرکای صمیمی منبع مهمی از حمایت اجتماعی برای تشویق رفتارهای سالم مانند افزایش فعالیت بدنی و ترک سیگار هستند. فعالیت جنسی و سایر اشکال صمیمیت فیزیکی نیز به سلامت جسمانی کمک می‌کند، درحالی که درگیری بین شرکای صمیمی تأثیر منفی بر سیستم ایمنی و غدد درون ریز دارد و می‌تواند فشار خون را افزایش دهد.
آزمایش‌های آزمایشگاهی شواهدی برای ارتباط بین حمایت از طرف شرکای صمیمی و سلامت جسمانی نشان می‌دهند. در مطالعه‌ای که بهبود زخم‌ها و التهاب را ارزیابی می‌کرد، افرادی که در روابطی که درگیر درگیری و خصومت بودند، کندتر از افرادی که در روابط کم خصومت بودند، از زخم بهبود یافتند. حضور یا حضور تصوری یک شریک صمیمی حتی می‌تواند بر درد درک شده تأثیر بگذارد. در مطالعات fMRI، شرکت‌کنندگانی که تصویری از شریک صمیمی خود را مشاهده می‌کنند، در مقایسه با شرکت‌کنندگانی که عکس یک غریبه را مشاهده می‌کنند، درد کمتری را در پاسخ به یک محرک گزارش می‌کنند. در یک مطالعه آزمایشگاهی دیگر، زنانی که یک پیام متنی از شریک زندگی خود دریافت کردند، پاسخ قلبی عروقی کمتری به تست استرس اجتماعی تریر نشان دادند، یک الگوی استرس‌زا.

## چالش‌ها

### تعارض
اختلافات در روابط صمیمانه یک رویداد استرس زا است، و استراتژی‌هایی که زوج‌ها برای هدایت تعارض استفاده می‌کنند بر کیفیت و موفقیت رابطه تأثیر می‌گذارد. منابع متداول تعارض بین شرکای صمیمی شامل اختلاف نظر در مورد تعادل زندگی کاری و خانوادگی، تناوب رابطه جنسی، امور مالی و وظایف خانگی است. تحقیقات روان‌شناس جان گاتمن سه مرحله از تعارض را در زوجین شناسایی کرده‌است. ابتدا زوجین نظرات و احساسات خود را در مورد موضوع ارائه می‌کنند. در مرحله بعد، آنها بحث می‌کنند و سعی می‌کنند طرف مقابل را به دیدگاه خود متقاعد کنند و در نهایت، اعضای رابطه برای رسیدن به یک مصالحه مذاکره می‌کنند.
افراد در نحوه برخورد آنها با تعارض متفاوت هستند. گاتمن توضیح می‌دهد که زوج‌های شاد در تعاملاتشان در طول تعارض با زوج‌های ناراضی تفاوت دارند: زوج‌های ناراضی تمایل دارند بیشتر از لحن منفی استفاده کنند، رفتار قابل پیش‌بینی‌تری در طول ارتباط نشان دهند و در چرخه‌های رفتار منفی با شریک زندگی‌شان گیر کنند. سایر راهبردهای غیرمولد در تعارض عبارتند از: اجتناب و کناره‌گیری، حالت تدافعی و خصومت. این پاسخ‌ها ممکن است زمانی برجسته باشند که یک فرد از تعارض احساس خطر کند، که می‌تواند بازتابی از جهت‌گیری دلبستگی ناایمن و تجربیات روابط منفی قبلی باشد. وقتی تعارضات حل نشده باقی می‌مانند، رضایت از رابطه تأثیر منفی می‌گذارد. راهبردهای حل تعارض سازنده شامل اعتبار بخشیدن به دیدگاه و نگرانی‌های طرف مقابل، ابراز محبت، استفاده از شوخ‌طبعی و گوش دادن فعال است. با این حال، اثربخشی این استراتژی‌ها به موضوع و شدت تعارض و ویژگی‌های افراد درگیر بستگی دارد. موارد استرس زا مکرر درگیری حل نشده ممکن است باعث شود که شرکای صمیمی به دنبال مشاوره زوجین باشند، با منابع خودیاری مشورت کنند یا به فکر پایان دادن به رابطه باشند.

### ناامنی دلبستگی
جهت‌گیری‌های دلبستگی که از روابط بین فردی اولیه ایجاد می‌شود می‌تواند بر نحوه رفتار افراد در روابط صمیمانه تأثیر بگذارد و دلبستگی ناایمن می‌تواند منجر به مسائل خاصی در یک رابطه شود. افراد در اضطراب دلبستگی (میزان نگرانی در مورد رها شدن) و اجتناب (درجه اجتناب از نزدیکی عاطفی) متفاوت هستند. تحقیقات نشان می‌دهد که جهت‌گیری‌های دلبستگی ناایمن که پرهیز یا اضطراب بالایی دارند، با تجربه بیشتر احساسات منفی در روابط صمیمانه مرتبط هستند.
افرادی که دارای اضطراب دلبستگی بالایی هستند، به ویژه مستعد حسادت هستند و در مورد اینکه آیا شریک زندگی آنها آنها را ترک خواهد کرد یا خیر، پریشانی شدیدی را تجربه می‌کنند. افراد بسیار مضطرب نیز تعارض بیشتری را در روابط خود درک می‌کنند و به‌طور نامتناسبی تحت تأثیر منفی آن تعارض‌ها قرار می‌گیرند. در مقابل، افراد دلبسته اجتنابی ممکن است ترس از صمیمیت را تجربه کنند یا مزایای بالقوه یک رابطه نزدیک را نادیده بگیرند و بنابراین در ایجاد ارتباط صمیمانه با شریک زندگی مشکل داشته باشند.

### فشار
استرسی که هم در داخل و هم در خارج از یک رابطه صمیمی رخ می‌دهد - از جمله مسائل مالی، تعهدات خانوادگی و استرس در محل کار - می‌تواند بر کیفیت رابطه تأثیر منفی بگذارد. استرس منابع روانشناختی را که برای ایجاد و حفظ یک رابطه سالم حیاتی هستند، از بین می‌برد. به جای صرف انرژی برای سرمایه‌گذاری در رابطه از طریق فعالیت‌های مشترک، رابطه جنسی و صمیمیت فیزیکی و ارتباطات سالم، زوج‌های تحت استرس مجبورند از منابع روان‌شناختی خود برای مدیریت سایر مسائل مبرم استفاده کنند. وضعیت اجتماعی-اقتصادی پایین یک زمینه استرس زا به خصوص برجسته است که توانایی فرد را برای سرمایه‌گذاری در حفظ یک رابطه صمیمانه سالم محدود می‌کند. زوج‌هایی که وضعیت اجتماعی-اقتصادی پایین‌تری دارند، در معرض خطر افزایش نرخ انحلال و رضایت کمتر از رابطه هستند.

### خیانت
خیانت و رابطه جنسی خارج از یک رابطه تک همسری، رفتارهایی هستند که معمولاً مورد تأیید نیستند، منبع مکرر درگیری، و علت انحلال رابطه هستند. رضایت کم از رابطه ممکن است باعث شود افراد تمایل به ارتباط فیزیکی یا عاطفی خارج از رابطه اولیه خود داشته باشند. با این حال، افرادی که فرصت‌های جنسی بیشتری دارند، علاقه بیشتری به رابطه جنسی دارند و نگرش‌های سهل‌آمیزتری نسبت به رابطه جنسی دارند، احتمال خیانت را نیز دارند. در ایالات متحده، تحقیقات نشان داده‌است که بین ۱۵ تا ۲۵ درصد از بزرگسالان خیانت به شریک زندگی خود را گزارش می‌دهند.
هنگامی که یکی از اعضای یک رابطه قراردادهای انحصار جنسی یا عاطفی را نقض می‌کند، پایه اعتماد در رابطه اولیه تأثیر منفی می‌گذارد و افراد ممکن است افسردگی، عزت نفس پایین و اختلالات عاطفی را پس از یک رابطه تجربه کنند. خیانت در نهایت با افزایش احتمال انحلال رابطه یا طلاق مرتبط است.

### خشونت شریک صمیمی
خشونت در یک رابطه صمیمی می‌تواند به شکل سوء استفاده فیزیکی، روانی، مالی یا جنسی باشد. سازمان بهداشت جهانی تخمین می‌زند که ۳۰ درصد از زنان خشونت فیزیکی یا جنسی توسط شریک جنسی خود را تجربه کرده‌اند. وابستگی عاطفی قوی، سرمایه‌گذاری و وابستگی متقابل که مشخصه روابط نزدیک است، می‌تواند ترک یک رابطه توهین آمیز را دشوار کند.
تحقیقات انواع مختلفی از عوامل خطر و انواع مرتکبین خشونت شریک جنسی را شناسایی کرده‌است. افرادی که در معرض خشونت قرار می‌گیرند یا در دوران کودکی مورد آزار قرار می‌گیرند، به احتمال زیاد در بزرگسالی به عنوان بخشی از چرخه خشونت بین نسلی، مرتکب یا قربانی خشونت شریک صمیمی می‌شوند. همچنین مرتکبین به احتمال زیاد پرخاشگر، تکانشی، مستعد عصبانیت هستند و ممکن است ویژگی‌های شخصیتی بیمارگونه مانند ویژگی‌های ضد اجتماعی و مرزی را نشان دهند. متن‌های فرهنگی مردسالارانه که مردان را پرخاشگر و مسلط نشان می‌دهند ممکن است یک عامل خطر اضافی برای مردانی باشد که درگیر خشونت علیه شریک صمیمی خود می‌شوند، اگرچه خشونت توسط مجرمان زن نیز پدیده‌ای کاملاً مستند است و تحقیقات زمینه‌ای و زمینه‌های دیگر را پیدا می‌کند. ویژگی‌های جمعیت شناختی به عنوان عوامل خطر برجسته تر است. عوامل زمینه‌ای مانند سطوح بالای استرس نیز می‌توانند در خطر خشونت نقش داشته باشند. در درون رابطه، سطوح بالایی از تعارض و اختلاف نظر با خشونت شریک صمیمی همراه است، به ویژه برای افرادی که به درگیری با خصومت واکنش نشان می‌دهند.

## تنوع اجتماعی و فرهنگی

### فرهنگ
زمینه فرهنگی در بسیاری از حوزه‌های روابط صمیمانه از جمله هنجارهای ارتباطی، ابراز محبت، تعهد و شیوه‌های ازدواج و نقش‌های جنسیتی تأثیر دارد. به عنوان مثال، تحقیقات بین فرهنگی نشان می‌دهد که افراد در چین ارتباط غیرمستقیم و ضمنی با شریک عاشقانه خود را ترجیح می‌دهند، در حالی که اروپایی‌های آمریکایی گزارش می‌دهند که ارتباط مستقیم را ترجیح می‌دهند. استفاده از یک سبک ارتباطی مناسب فرهنگی بر رضایت پیش‌بینی شده رابطه تأثیر می‌گذارد. فرهنگ همچنین می‌تواند انتظارات درون یک رابطه و اهمیت نسبی ارزش‌های مختلف رابطه محور مانند نزدیکی عاطفی، برابری، موقعیت و استقلال را تحت تأثیر قرار دهد.
در حالی که عشق به عنوان یک احساس جهانی انسانی شناخته شده‌است، روش‌های ابراز عشق و اهمیت آن در روابط صمیمانه بر اساس فرهنگی که یک رابطه در آن اتفاق می‌افتد، متفاوت است. فرهنگ به ویژه در ساختار باورها در مورد نهادهایی که روابط صمیمی مانند ازدواج را به رسمیت می‌شناسند برجسته است. این ایده که عشق برای ازدواج ضروری است در ایالات متحده یک اعتقاد قوی است، در حالی که در هند، بین ازدواج‌های سنتی سنتی و " ازدواج‌های عاشقانه " (که ازدواج‌های انتخابی شخصی نیز نامیده می‌شود) تمایز قائل می‌شوند.

### صمیمیت LGBTQ+

#### روابط صمیمی همجنس
پیشرفت در شناخت روابط حقوقی برای زوج‌های همجنس به عادی سازی و مشروعیت بخشیدن به صمیمیت همجنس کمک کرده‌است. به‌طور کلی، روابط صمیمانه همجنس‌ها و هم‌جنس‌های متفاوت تفاوت قابل‌توجهی با هم ندارند و زوج‌ها سطوح مشابهی از رضایت و ثبات رابطه را گزارش می‌کنند. با این حال، تحقیقات از چند تفاوت مشترک بین صمیمیت همجنس‌گرایان و جنسیت‌های متفاوت حمایت می‌کند. در دوره شکل‌گیری رابطه، مرزهای بین دوستی و صمیمیت عاشقانه ممکن است در میان اقلیت‌های جنسی ظریف تر و پیچیده‌تر باشد. به عنوان مثال، بسیاری از زنان لزبین گزارش می‌دهند که روابط عاشقانه آنها از یک دوستی موجود ایجاد شده‌است. برخی از شیوه‌های نگهداری رابطه نیز متفاوت است. در حالی که روابط دگرجنس‌گرا ممکن است برای تقسیم کار و قدرت تصمیم‌گیری بر نقش‌های جنسیتی سنتی متکی باشد، زوج‌های همجنس بیشتر احتمال دارد کارهای خانه را به‌طور مساوی تقسیم کنند. زوج‌های همجنس‌گرا در مقایسه با زوج‌های دگرجنس‌گرا، تعداد کمتری از رابطه جنسی را گزارش می‌کنند و مردان همجنس‌گرا به احتمال بیشتری درگیر غیرتک همسری هستند.
روابط همجنس‌گرایان با چالش‌های منحصربه‌فردی در رابطه با انگ، تبعیض و حمایت اجتماعی مواجه است. از آنجایی که زوج‌ها با این موانع کنار می‌آیند، کیفیت رابطه می‌تواند تأثیر منفی بگذارد. محیط‌های سیاستی غیرحمایت‌کننده مانند ممنوعیت ازدواج همجنس‌گرایان تأثیر منفی بر رفاه دارند، در حالی که بیرون بودن به‌عنوان یک زوج و زندگی در مکانی با به رسمیت شناختن قانونی روابط همجنس‌گرایان تأثیر مثبتی بر رفاه فرد و زوج دارد. بودن.

#### غیرجنسی
برخی از افراد غیرجنسی درگیر روابط صمیمی هستند که صرفاً از نظر عاطفی صمیمی است، اما سایر روابط غیرجنسی شامل رابطه جنسی به عنوان بخشی از مذاکرات با شرکای غیرجنسی است. یک مطالعه در سال ۲۰۱۹ بر روی افراد اقلیت جنسی در ایالات متحده نشان داد که در حالی که افراد غیرجنسی احتمال کمتری داشتند که اخیراً رابطه جنسی داشته باشند، اما از نظر میزان رابطه صمیمی با شرکت کنندگان غیرجنسی تفاوتی ندارند. افراد غیرجنسی با انگ و آسیب‌شناسی گرایش جنسی خود مواجه می‌شوند، و مشکل پیش‌بینی فرضیات مربوط به تمایلات جنسی را در صحنه قرار می‌دهند. اصطلاحات مختلفی از جمله " رابطه دگرافلاطونی " و "squish" (یک دلتنگی غیرجنسی) توسط جامعه غیرجنسی برای توصیف روابط صمیمی و تمایلات غیرجنسی استفاده شده‌است.

### عدم تک همسری
غیرتک همسری، از جمله چند همسری، روابط باز، و نوسانی، عمل درگیر شدن در روابط صمیمی است که کاملاً تک همسری نیستند، یا به‌طور توافقی درگیر شدن در چندین روابط صمیمی فیزیکی یا عاطفی. میزان صمیمیت عاطفی و فیزیکی بین شرکای مختلف می‌تواند متفاوت باشد. به عنوان مثال، روابط نوسانی عمدتاً جنسی هستند، در حالی که افراد در روابط چندعشقی ممکن است در صمیمیت عاطفی و فیزیکی با چندین شریک زندگی شرکت کنند. افراد در روابط صمیمانه غیرتک همسری، مزایای متعددی را برای پیکربندی روابط خود شناسایی می‌کنند، از جمله برآورده شدن نیازهایشان توسط شرکای متعدد، درگیر شدن در فعالیت‌های متنوع‌تر مشترک با شرکا، و احساس استقلال و رشد شخصی.